# Sittich von Zedtwitz
Sittich von Zedtwitz († 1491/1492) war als Ritter Gefolgsmann der Wettiner und bildete einen größeren Herrschaftsbereich um das heutige Bad Brambach und Schönberg am Kapellenberg aus. 1483 war er brandenburgischer Amtmann in Selb, 1485 war er Zeuge der Leipziger Teilung.
Bad Brambach war lange Zeit in der Hand der vogtländischen Familie von Sack und ging nach kurzem Besitz der Familie von Taubenheim an die Familie von Zedtwitz über. Die Söhne des Käufers Erhart von Zedtwitz mussten aufgrund ihrer Aktivitäten als Raubritter, den Besitz wieder veräußern. Er blieb jedoch innerhalb des weitverzweigten Geschlechtes der von Zedtwitz und ging 1468 an Sittich von Zedtwitz über, der aus Töpen, möglicherweise aber auch aus der Linie Liebenstein, stammen soll. Er wird somit zum Gefolgsmann von Kurfürst Ernst, Herzog Albrecht und Landgraf Wilhelm. Seine Frau hieß Anna, sie gilt als geborene von Sack, womit sich Verbindungen zu den Vorbesitzern andeuten. 1474 erwarb Sittich von der Familie von Metzsch Schönberg mit Schloss, Vorwerk und Hohendorf. Vor allem bis 1479 tätigte er noch weitere umfangreiche Erwerbungen, darunter 1475 das Vorwerk Untermarxgrün und 1477 Teile von Mühlhausen, dessen Vorbesitzer der Voigtsberger Amtmann Hermann von Weißenbach und zuvor Eberhart von Uttenhofen waren. 1479 erwarb er Güter, Zinsen und Gerichte aus der Pflege Voigtsberg, die zuvor dem Amtmann zustanden, was seinen Einfluss in Mühlhausen, Arnsgrün und der Wüstung Schönlind erhöhte. Zum Herrschaftsbereich zählten auch die Dörfer Triebel und bereits seit 1438 Eichigt. Grenzstreitigkeiten mit der Stadt Eger, beispielsweise um das Dorf Rohrbach, ursprünglich einmal Teil des Schönbacher Ländchens, oder um die Wüstung Voitersreuth entschieden sich zu seinen Gunsten. 1481 ist er Hauptmann eines wettinischen Aufgebots gegen die Türken, welches 1482 nach dem Einfall des Königs Matthias Corvinus in Niederösterreich gegen die Ungarn vorgeht. 1483 löste Sittich das an Kunz von Lüchau verpfändete Amt Selb aus und wurde Amtmann des Markgrafen Albrecht Achilles. Er war Mitglied im Schwanenorden. 1485 findet er sich unter den Zeugen der Leipziger Teilung. 1485 nahm er an einem Turnier in Bamberg, 1486 an einem Turnier der Bärengesellschaft in Ansbach teil. 1492 stifteten seine Söhne Jobst und Casper ein Frühmeßamt in Brambach, so dass Sittich 1491 oder 1492 verstorben sein muss. Seine Frau Anna, die mehrere Erwerbungen als Leibgedinge erhalten hatte, ehelichte Friedrich von Reitzenstein, dessen Familie dann auch über mehrere Jahrhunderte im Besitz von Schönberg blieb.